# Alice Dominici
Alice Dominici (Imperia, 3 aprile 1975) è una nuotatrice artistica italiana.

## Biografia
Nata a Imperia nel 1975, a 24 anni ha vinto la medaglia di bronzo nella gara a squadre agli Europei di Istanbul 1999, chiudendo dietro a Russia e Francia. Agli Europei di Helsinki 2000 ha invece ottenuto l'argento nella gara a squadre, dietro alla sola Russia.
A 25 anni ha partecipato ai Giochi olimpici di Sydney 2000, nella gara a squadre con Ballan, Bianchi, Brunetti, Burlando, Cassin, Cecconi, Lucchini e Porchetto, arrivando al 6º posto, con 95.177 punti (32.993 nel tecnico e 62.184 nel libero).
Nello stesso 2000 è stata insignita del titolo di Cavaliere Ordine al Merito della Repubblica Italiana.

## Palmarès

### Campionati europei
- 2 medaglie:
  - 1 argento (Gara a squadre a Helsinki 2000)
  - 1 bronzo (Gara a squadre a Istanbul 1999)

6 posto mondiale PERTH

OLIMPIADI SYDNEY 2000 6 posto